# خدلان (حجة)
خدلان هي إحدى قرى الجمهورية اليمنية. تتبع جغرافيا لمحافظة حجة وإداريًا لمديرية مستباء. يبلغ تعداد سكانها 5306 نسمة حسب الإحصاء الذي أجري عام 2004.